# کله‌منار

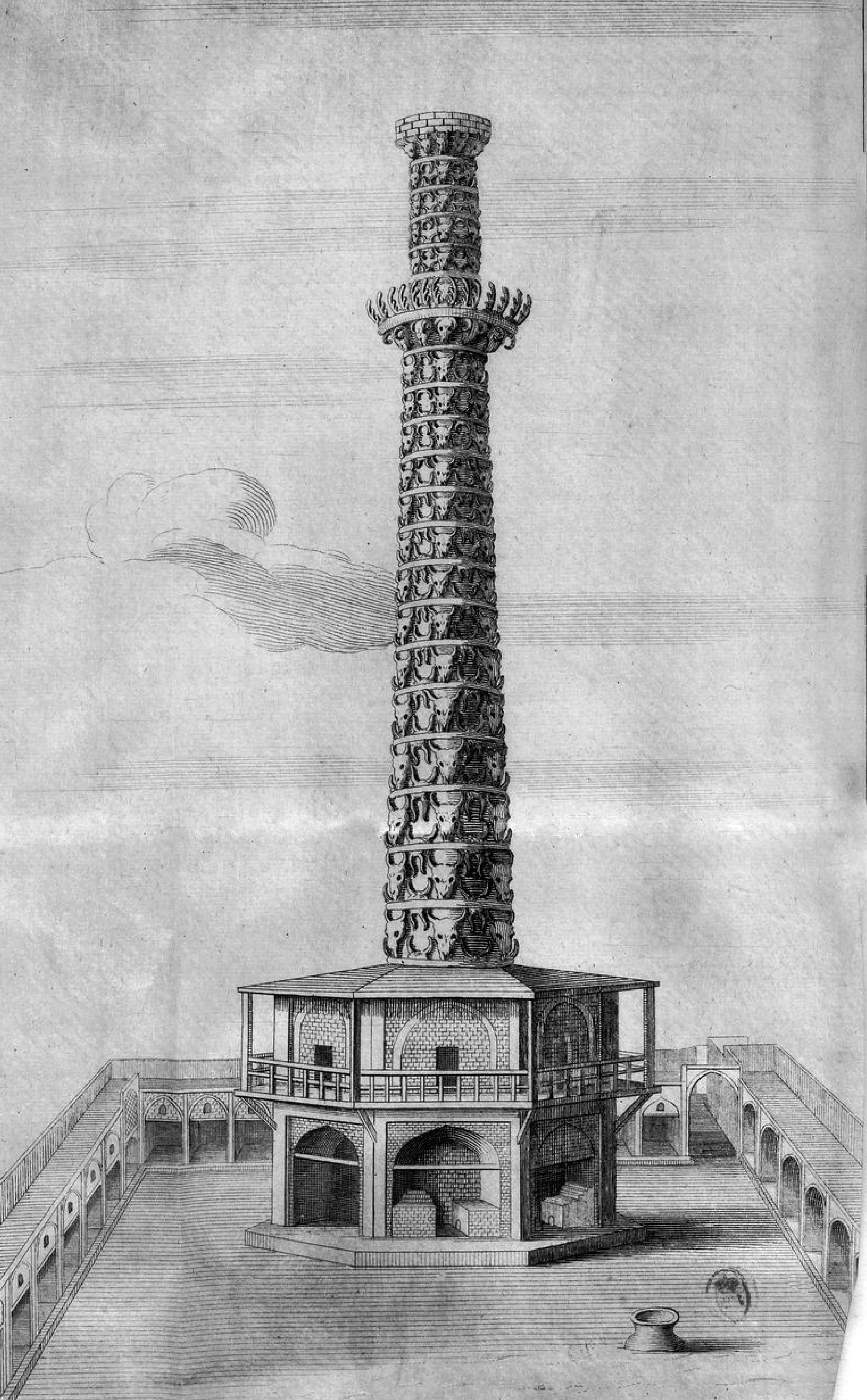
طرح ژان شاردن از یک کله‌منار با کله چهارپایان شکارشده در سال‌های ۱۶۷۰ میلادی

در گذشته در برخی از جنگ‌ها، به‌ویژه هنگامی که سپاهی پیروز می‌شد، سر اسیرها یا کشته‌شدگان در جنگ را بریده و به شکل یک تپه بزرگ یا مناره می ساختند که به آن کله‌منار می‌گفتند.
برای نمونه در نبرد کرتسانیسی، آقا محمدخان این کار را با کشته‌های سپاه گرجی‌ها کرد، و در نبرد چلدر، مصطفی‌پاشا دو کله منار از کشته‌های ایرانی بر پا نمود.
از نمونه‌های دیگر این عمل می‌توان به واقعه محاصره اصفهان به دست «تیمورلنگ» اشاره کرد. در نتیجه یورش تیمور به اصفهان، هفتاد و پنج هزار نفر از مردم اصفهان کشته شدند و با جمجمه مردم این شهر یک کله‌منار ساخته شد.
همچنین روی سفال‌ها، نقش‌هایی مانند خطوط هندسی، هاشور، زیک زاک، نقش افزوده و نقش کنده می‌شود. شواهد حاکی از آن است که سمت غربی این تپه بر اثر کاوش‌های متعدد غیرمجاز به شدت آسیب دیده و حفره‌های متعددی در آن ایجاد شده است.
طی سال‌های گذشته، در قسمتی از تپه، گودالی به عمق دو متر ایجاد شده که پر از قطعات بزرگ سفال‌های شکسته شامل قطعات خمره‌های بزرگ قرمز رنگ است که بر اثر ضربه کلنگ خرد شدند. و در میان قطعه‌های سفالی، استخوان و اجزای مختلف بدن انسان دیده می‌شود که به احتمال زیاد درون خمره شکسته شده بودند.
وضعیت کلی تپه بدین صورت است که تپه اصلی در شرق واقع شده و دارای ارتفاعی حدود ۲۵ متر است. در قسمت غربی تپه تا فاصله حدود ۱۵۰ متر تپه‌هایی قرار دارد که ارتفاع آن‌ها از سطح زمین‌های اطراف حدود ۱۰ متر بوده و در همه آن‌ها شواهد تاریخی و فرهنگی گسترده است.
«محوطه باستانی کله منار در تاریخ دوازدهم شهریور ماه سال ۱۳۸۰ در فهرست آثار ملی به ثبت رسیده است.»